# 엔피
엔피(Enppy)는 P2P 서비스로, 2000년에 오픈한 커뮤니티 서비스였던 엔티카(http://www.entica.com)가%5B깨진+링크(과거+내용+찾기)%5D 그 모체이다.
최근 저작권사와의 제휴를 통해 합법적으로 제공되는 컨텐츠(영화, 방송, 애니 등) 서비스를 시작하였으며, 하루 130원 정도의 요금으로 제한없이 이용할 수 있다.
주민등록번호 저장이나 휴대전화 번호 제공 없이도 간편하게 회원가입을 할 수 있으며, 신규 가입자에게 1일 무료 쿠폰 제공되는 점이 특징이다.